# Остров на стабилност
Островът на стабилност е хипотетична група от относително устойчиви изотопи на свръхтежки елементи. Известните днес трансуранови елементи (химични елементи с атомен номер, по-голям от 92) имат само силно неустойчиви изотопи, но теоретично се допуска някои изотопи на по-тежки елементи да имат относително голяма устойчивост с периоди на полуразпад от порядъка на минути и дни, а според някои изследователи дори на милиони години.